# Misteltenkaktus
Misteltenkaktus (Rhipsalis) findes naturligt, ikke kun i arternes hovedområde i dele af Amerika og Caribien, men også i Sri Lanka, Madagaskar, Afrika, Indien, Nepal.
Nogle af arterne gror i helt op til 1800 meters højde. Misteltenkaktus er epifytter, som f.eks. gror i trækronerne af andre planter, hvor de hyppigt får regn og hvor vandoverskuddet hurtigt drænes væk.
Stænglerne er runde eller trekantede, og stænglerne ligner små blyantstykker (bladene) i en kæde.
| Arter |

- Rhipsalis salicornioides